# 고흥반도
고흥반도(高興半島)는 한반도 남부, 보성만과 순천만 사이에 있는 반도이다. 전역이 대한민국 전라남도 고흥군에 속해 있다. 북쪽 끝의 폭 약 2km의 지협을 통하여 한반도와 연결된다.
2011년 8월 21일에 고흥반도 일대에서 대규모 정전 사태가 발생한 바 있다. 벌교변전소에서 고흥변전소로 이어지는 송전로가 한 곳밖에 없었기 때문으로, 이 송전선이 사고로 끊어지면서 약 7분간 고흥반도 전역에 전기가 들어오지 않은 것이다.
남부에 거대한 칼데라, 즉 화산 분화구가 하나 위치해 있다. 언제 활동했는지조차 아직 완전하게 파악되지는 않았으나 한쪽이 붕괴해 사라질 정도로 오랜 기간 동안 활동이 없었던 것으로 보여지고 있음을 감안하면 앞으로 활동할 가능성은 매우 낮은 것으로 추정된다.

## 같이 보기
- 여수반도